# 覃帆
覃帆（英語：Esther Qin，1991年11月18日—），原籍中国广西，现澳大利亚籍跳水运动员。

## 生平
覃帆自幼学习体操，从12岁时在北京开始跳水训练，初期从事的是女子跳台，后因北京队缺乏女子跳板选手，遂改为跳板。然而她本人在年少时并不喜欢跳水运动，甚至首次跳水都是被教练踹下去的。在这项运动竞争激烈的中国，覃帆几乎没有参加国际大赛的机会。她所参加过最大规模的赛事是2005年江苏全运会，取得的最好成绩是双人3米跳板第五名。
2009年，覃帆移民澳大利亚，与先自己一步到来的家人在悉尼会合。初到异国的覃帆经历了一段痛苦的适应期，由于语言不通，身边没有朋友，只能天天呆在家里，出门坐火车时也经常迷路。这种情况直到她重新开始跳水后才慢慢好转：就读的学校知道她原本练过跳水，并为其联系了俱乐部，而澳大利亚的队友们都很愿意教她英文。值得一提的是，2008年北京奥运会男子10米跳台冠军马修·米查姆与覃帆师出同门，他们均受教于来自新南威尔士体育学院的墨西哥教练查瓦·索伯里诺。米查姆形容这位师妹“有着非凡的潜力”，未来比赛经验的增加会让她进步更快，并为她感到骄傲。
2013年，在俄罗斯喀山举办的夏季世界大学生运动会中，覃帆首次代表澳大利亚崭露头角，与队友萨曼莎·米尔斯荣膺女子双人3米跳板银牌。一年后，在苏格兰格拉斯哥举办的2014年英聯邦運動會中，覃帆又凭借着第三、第四跳的出色发挥，最终以347.25分的成绩夺得女子3米跳板金牌，并在女子1米跳板收获铜牌。
在俄罗斯喀山举办的2015年世界游泳錦標賽女子3米跳板决赛中，覃帆以第四名的成绩无缘领奖台。但首登世锦赛舞台的她还参加了女子1米跳板（第五），并与搭档萨曼塔·米尔斯勇夺女子双人3米跳板铜牌。同时她也为澳大利亚跳水女队成功获得单人、双人3米跳板的2016年奥运会参赛资格。

## 个人生活
覃帆就读于墨尔本皇家理工大学，学习专业为电影制片。
覃帆的男友刘连是一位篮球运动员，现效力于中国篮球职业联赛球队吉林东北虎。两人是在2013年世界大学生运动会期间相识，当时就读于东北师范大学的刘连是中国大运男篮的第一得分手，他与覃帆在大运村相爱，并维持异国恋至今。